# Філліс Фокс
Філліс Енн Фокс (нар. 13 березня 1923) — американська математикиня і інформатикиня.

## Молодість і освіта
Фокс виросла в штаті Колорадо. Вона навчалася в Коледжі Веллслі, здобувши ступінь бакалавра математики в 1944 році.
З 1944 по 1946 рік вона працювала в General Electric оператором проекту диференціального аналізатора. У 1948 році вона здобула другий ступінь бакалавра, бакалавра електротехніки, в Університеті Колорадо. Потім вона перейшла до аспірантури Массачусетського технологічного інституту, здобувши ступінь магістра в галузі електротехніки в 1949 році та ступінь доктора наук з математики в 1954 році під керівництвом Чіа-Чіао Ліня. Протягом цього часу вона також працювала асистентом у проекті Whirlwind в MIT під керівництвом Джея Форрестера.

## Пізніша кар'єра
З 1954 по 1958 рік Фокс працювала над чисельним розв'язуванням диференціальних рівнянь із частинними похідними на UNIVAC для Обчислювального центру Комісії з атомної енергії США в Інституті математичних наук Куранта Нью-Йоркського університету. У 1958 році слідом за своїм чоловіком вона повернулася до дослідницької групи Forester із системної динаміки в MIT, де стала частиною команди, яка написала мову програмування DYNAMO. Потім вона стала співавтором першого інтерпретатора Lisp і головним автором першого посібника з Lisp.
У 1963 році Феліс Фокс перейшла з МТІ в Ньюаркський інженерний коледж, де в 1972 році стала професором. Протягом цього часу вона також консультувала Bell Labs, куди вона перевелася 1973 року, щоби працювати над портативною бібліотекою чисел (PORT). Вона звільнилася з Bell Labs у 1984 році.

## Визнання
У 1986 році Фокс була призначена членом Американської асоціації сприяння розвитку науки.